# Anatole Le Braz
Anatole Le Braz, właśc. Anatole Jean François Marie Lebras (ur. 2 kwietnia 1859 w Saint-Servais, Côtes-d’Armor, Bretania, Francja; zm. 20 marca 1926 w Mentonie, Riviera francuska, Francja) – francuski pisarz i poeta. Profesor filozofii i literatury francuskiej.

## Życiorys
Badacz i kolekcjoner folkloru bretońskiego i jego tłumacz na język francuski; zwany Bardem bretońskim. Pisał w języku francuskim i bretońskim.
Jeden z założycieli i pierwszy przewodniczący (wespół z markizem Estourbeillon) Bretońskiej Unii Regionalistycznej utworzonej 16 sierpnia 1898 r. w miejscowości Morlaix.